# Van Morrison in Ireland
Van Morrison in Ireland es el primer video del músico norirlandés Van Morrison, publicado en 1981 y grabado dos años antes durante un concierto del músico en Irlanda. 
El video muestra también imágenes de la banda durante su estancia en Irlanda, así como imágenes de Belfast, incluyendo Hyndford Street y Cyprus Avenue. Brian Hinton escribió: "La banda muestra una variedad de texturas que recuerdan a The Caledonia Soul Orchestra, primero con la oscura resonancia del violín de Toni Marcus, y luego con el brillante saxofón tenor de Pat Kyle, para terminar con la espinosa guitarra eléctrica de Bobby Tench". El concierto incluye al grupo con el que Morrison grabó el álbum de 1978 Wavelenght, aunque también figura con una sección de vientos y con el violinista de Into the Music, Toni Marcus. La grabación incluye dos canciones del álbum anterior: "Wavelenght" y "Checking It Out". El resto de las canciones habían sido grabadas como mínimo siete años antes.

## Grabación
El video está integrado por el concierto ofrecido por Van Morrison en febrero de 1979 en Belfast, Irlanda del Norte y supuso el primer concierto de Van en su país natal desde 1965.

## Listado de canciones
Todas las canciones compuestas por Van Morrison excepto donde se anota.
1. Intro - 0:47
2. "Moondance" - 3:56
3. "Checking It Out" - 3:08
4. "Moonshine Whiskey" - 6:10
5. "Tupelo Honey" - 6:09
6. "Wavelength" - 6:20
7. "Saint Dominic's Preview" - 6:46
8. "Don't Look Back" (Hooker) - 4:26
9. "I've Been Working" - 5:33
10. "Gloria" - 3:41
11. "Cyprus Avenue" - 9:32

## Personal
- Van Morrison: voz y guitarra
- Peter Bardens: piano, órgano y sintetizador
- Bobby Tench: guitarra y coros
- Mickey Feat: bajo
- Peter Van Hooke: batería
- Herbie Armstrong: guitarra rítmica y coros
- Pat Kyle: saxofón tenor
- John Altman: saxofón alto y barítono
- Toni Marcus: violín y viola
- Katie Kissoon: coros en "Moondance"
- Anna Peacock: coros